# Arthonia polymorpha
Arthonia polymorpha är en lavart som beskrevs av Ach. Arthonia polymorpha ingår i släktet Arthonia och familjen Arthoniaceae.   Inga underarter finns listade i Catalogue of Life.